# SUNSAT
SUNSAT (sigla per Stellenbosch University Satellite) è stato il primo satellite del Sudafrica. 
Il minisatellite, del peso di 64 Kg, è stato progettato e costruito dagli studenti di ingegneria dell'Università di Stellenbosch e lanciato il 23 febbraio 1999 da Vandenberg Air Force Base con un razzo vettore Delta II. 
SUNSAT aveva a bordo vari strumenti, tra cui un sensore di immagini multispettrale, un sistema di comunicazione per  radioamatori e due rilevatori di impatti di meteoroidi. Il satellite è stato operativo per due anni. 